# Elaeodendron sphaerophyllum
Elaeodendron sphaerophyllum là một loài thực vật có hoa trong họ Dây gối. Loài này được (Eckl. & Zeyh.) PRESL mô tả khoa học đầu tiên năm 1844.